# The Early Days of Guns N’ Roses
The Early Days of Guns N’ Roses – pierwsza trasa koncertowa grupy muzycznej Guns N’ Roses, w jej trakcie odbyło się pięćdziesiąt jeden koncertów.

## Program koncertów
1. „Reckless Life”
2. „Shadow of Your Love” (cover Hollywood Rose)
3. „Out Ta Get Me”
4. „Welcome to the Jungle”
5. „It’s So Easy”
6. „Jumpin’ Jack Flash” (cover The Rolling Stones)
7. „Think About You”
8. „Move to the City”
9. „Mr. Brownstone”
10. „Rocket Queen”
11. „Nightrain”
12. „My Michelle”
13. „Sweet Child O’ Mine”
14. „Don’t Cry”
15. „Back Off Bitch”
16. „Nice Boys” (cover The Rose Tattoo)
17. „Mama Kin” (cover Aerosmith)
18. „Anything Goes”
19. „Heartbreak Hotel” (cover Elvisa Presleya)
20. „Paradise City”

Rzadziej grane:
1. „Ain’t Goin' Down”
2. „Perfect Crime”
3. „We’re an American Band” (cover Grand Funk Railroad)
4. „Whole Lotta Rosie” (cover AC/DC)
5. „Indiana Ain’t My Kinda of Town” (cover Hollywood Rose)
6. „Goodnight Tonight” (cover Wings)

Na niektórych koncertach w bisach było również „Paradise City”

## Lista koncertów
1. 26 marca 1985 – West Hollywood, Kalifornia – The Troubadour
2. 11 kwietnia 1985 – Anaheim, Kalifornia, USA – Radio City
3. 24 kwietnia 1985 – West Hollywood, Kalifornia, USA – The Troubadour
4. 27 kwietnia 1985 – Glendora, Kalifornia, USA – Timbers Ballroom
5. 6 czerwca 1985 – West Hollywood, Kalifornia, USA – The Troubadour (pierwszy koncert ze Slashem i Stevenem Adlerem)
6. 8 czerwca 1985 – Seattle, Waszyngton, USA – Gorilla Gardens Rock Theater
7. 12 czerwca 1985 – San Francisco, Kalifornia, USA – Stone
8. 28 czerwca 1985 – Los Angeles, Kalifornia, USA – Stardust Ballroom
9. 4 lipca 1985 – Los Angeles, Kalifornia, USA – Madame Wong's East
10. 20 lipca 1985 – West Hollywood, Kalifornia, USA – The Troubadour
11. 21 lipca 1985 – Los Angeles, Kalifornia, USA – UCLA Frat Party
12. 26 lipca 1985 – Los Angeles, Kalifornia, USA – The Seanse
13. 30 sierpnia 1985 – Los Angeles, Kalifornia, USA – Stardust Ballroom
14. 31 sierpnia 1985 – West Hollywood, Kalifornia, USA – Roxy Theatre
15. 20 września 1985 – West Hollywood, Kalifornia, USA – The Troubadour
16. 28 września 1985 – Los Angeles, Kalifornia, USA – 8th Annual Los Angeles Street Scene Festival
17. 10 października 1985 – West Hollywood, Kalifornia, USA – The Troubadour
18. 18 października 1985 – Reseda, Kalifornia, USA – Reseda Country Club
19. 31 października 1985 – Anaheim, Kalifornia, USA – Radio City
20. 22 listopada 1985 – West Hollywood, Kalifornia, USA – The Troubadour
21. 20 grudnia 1985 – Los Angeles, Kalifornia, USA – Music Machine
22. 4 stycznia 1986 – West Hollywood, Kalifornia, USA – The Troubadour
23. 18 stycznia 1986 – West Hollywood, Kalifornia, USA – Roxy Theatre
24. 1 lutego 1986 – West Hollywood, Kalifornia, USA – The Troubadour
25. 28 lutego 1986 – West Hollywood, Kalifornia, USA – The Troubadour
26. 11 marca 1986 – Los Angeles, Kalifornia, USA – Music Machine
27. 21 marca 1986 – Long Beach, Kalifornia, USA – Fender's Ballroom
28. 28 marca 1986 – Long Beach, Kalifornia, USA – Roxy Theatre (dwa koncerty)
29. 29 marca 1986 – Long Beach, Kalifornia, USA – Fender's Ballroom (dwa koncerty)
30. 5 kwietnia 1986 – West Hollywood, Kalifornia, USA – Whisky a Go Go
31. 1 maja 1986 – West Hollywood, Kalifornia, USA – The Viper Room (akustyczny koncert)
32. 3 maja 1986 – West Hollywood, Kalifornia, USA – Roxy Theatre
33. 13 maja 1986 – Hollywood, Kalifornia, USA – Raji's
34. 11 lipca 1986 – West Hollywood, Kalifornia, USA – The Troubadour
35. 21 lipca 1986 – Long Beach, Kalifornia, USA – Bogart's
36. 24 lipca 1986 – Los Angeles, Kalifornia, USA – Club Lingerie
37. 31 lipca 1986 – Glendora, Kalifornia, USA – Timbers Ballroom
38. 15 sierpnia 1986 – Los Angeles, Kalifornia, USA – Scream
39. 23 sierpnia 1986 – West Hollywood, Kalifornia, USA – Whisky a Go Go
40. 28 sierpnia 1986 – San Francisco, Kalifornia, USA – Stone
41. 30 sierpnia 1986 – Santa Monica, Kalifornia, USA – Santa Monica Civic Auditorium
42. 13 września 1986 – Los Angeles, Kalifornia, USA – Music Machine
43. 23 października 1986 – Santa Barbara, Kalifornia, USA – Arlington Theater
44. 31 października 1986 – Los Angeles, Kalifornia, USA – Ackerman Hall
45. 15 listopada 1986 – Long Beach, Kalifornia, USA – Fender's Ballroom
46. 21 grudnia 1986 – Long Beach, Kalifornia, USA – Fender's Ballroom
47. 23 grudnia 1986 – Hollywood, Kalifornia, USA – The Cathouse
48. 31 grudnia 1986 – Los Angeles, Kalifornia, USA – Glamour
49. 16 marca 1987 – West Hollywood, Kalifornia, USA – Whisky a Go Go
50. 29 marca 1987 – West Hollywood, Kalifornia, USA – Whisky a Go Go
51. 10 maja 1987 – Hollywood, Kalifornia, USA – Stardust Ballroom

## ArtyścisupportującyGuns N’ Roses
- Fastbacks
- Jetboy
- The Unforgiven
- The Joneses
- London
- Poison
- The Joneses
- Ruby Slippers
- Mary Poppins
- Tex & the Horseheads
- L.A. Guns
- Plain Jane
- Carrera
- Lions
- Ghosts
- Shanghai
- Angels in Vain
- Faster Pussycat
- Flamethrowers
- The Lords of the New Church
- The Dead Boys
- Ted Nugent
- Attack
- Alice Cooper
- Red Hot Chili Peppers
- Dickies